# Teeth (canção)
"Teeth" é uma canção da artista musical estadunidense Lady Gaga, contida em seu terceiro extended play (EP), The Fame Monster (2009). A canção foi escrita por Gaga, Taja Riley, Pete Wyoming Bender e Teddy Riley, sendo produzida por Gaga e Teddy Riley. A faixa é descrita como uma "marcha perversa", e um ode ao sadomasoquismo. "Teeth" teve pico na 107ª posição da tabela musical do UK Singles Chart, possuindo uma recepção mista pelos críticos musicais. Gaga performou a canção durante a Monster Ball Tour (2009-2011), turnê de promoção do álbum de seu álbum de trabalho no período, The Fame Monster. Quatro anos após o lançamento da canção, em 2013, Riley, que havia processado a própria filha no início do ano, tentou um processo contra Gaga no valor de US$500.000 e danos punitivos sobre os créditos de composição da música, alegando que os 25% dos royalties supostamente prometidos a ele não foram cumpridos.

## Fundo musical e composição
"Teeth" foi escrita por Lady Gaga, Taja Riley, Pete Wyoming Bender e Teddy Riley, sendo produzida por Gaga e Riley. A faixa tem sido descrita como uma "marcha perversa", e um "ode gospel" ao sadomasoquismo. Bradley Stern, do MuuMuse, disse que a canção é "parte musical, parte country, e um pouco tribal em determinados momentos". O POPJustice descreveu "Teeth" como uma "marcha musical balançante, dançante e energética", que abre com o os versos "Não quero dinheiro / Só quero seu sexo", e mais tarde tem entoado o verso "Me mostre seus dentes!". Liricamente, Gaga pede ao seu amante para que este mostre seus dentes para ela. De acordo com a revista online MusicOMH, "No fundo, outra voz entoa messages estranhas, o que pode ou não estar relacionado com ortodontia". Em uma entrevista para a MTV, Gaga explicou o significado da canção e de sua letra: "É para significar duas coisas, a primeira, uma conotação sexual meio juvenil, é sobre sexo oral, mas também, o monstro na canção é o medo da verdade. 'Me mostre seus dentes' significa 'me fale a verdade', e eu acho que por um bom período da minha vida eu substituí o sexo com a verdade."
Em 2013, quatro anos depois do lançamento da canção, Teddy Riley, que no começo do mesmo ano havia processado a sua própria filha, tentou um processo contra Gaga no valor de US$500.000 e danos punitivos sobre os créditos de composição da música, dizendo que sua filha Taja "cometeu fraude e abuso de direitos autorais fazendo um contrato com a EMI pela sua parte na canção". Riley alegou que não foram dados a ele os 25% de royalties supostamente prometidos ao mesmo. O processo levantou questões sobre as acusações do mesmo terem sido oportunamente realizadas no momento de promoção do novo álbum da artista, ARTPOP, além do tempo que foi levado para que o produtor abrisse o processo.

## Recepção da crítica
"Teeth" teve uma recepção mista dos críticos musicais; alguns elogiaram a canção e já outros a acusaram de pior faixa do álbum. Os vocais de Gaga foram comparadas aos de Christina Aguilera. Sal Cinquemani da Slant Magazine disse que a faixa "soa como algo do último álbum de estúdio de Michael Jackson, só que cantado por Christina Aguilera." Clayton Perry do Blogcritics disse que "Teeth", junto a "Monster" e "Telephone", "te atingem mais forte do que qualquer coisa que ela já tenha lançado". Já na review de Tony Hardy, para a Consequence of Sound, a faixa é descrita como um "canto repetitivo que atinge seu ponto já para o final do primeiro verso, fazendo com o que o resto da letra se torne quase redundante". Nick Levine, do Digital Spy, disse que "Teeth" é "a coisa mais intrigante musicalmente que GaGa colocou seu nome; em uma ode para o sexo selvagem, conduzido por uma produção intensa e tribal que lembra 'Half Breed' de Cher e 'Tusk' de Fleetwood Mac."
A revista britânica MusicOMH chamou "Teeth" de "a maior bola curva" do álbum, dizendo em sua avaliação que a canção "meio que não vai a lugar nenhum, o refrão se mistura com os versos, mas ainda sim te convence a uma ouvida dançante, podendo ser um indicativo do que a mesma está mirando em seguida". Bradley Stern do MuuMuse descreveu a canção como um canção "dançante para cantar gritando junto", que convida os ouvintes a "se soltar loucamente e... bem, enfiar seus dentes na música". Ele adicionou que "É uma escolha estranha para finalizar o álbum apesar de, com certeza, animar o público em shows ao vivo caso a batida auxiliar seja a utilizada para o veredito". O POPJustice deu uma nota 6/8 e disse que a canção é "uma pequena visita ao território de Black Betty". Evan Sawdey, do PopMatters, chamou "Teeth" de "a canção mais aventurosa de Gaga até agora". Vulture, um blog online associado com a revista New York, incluiu versos de "Teeth" no seu portal de "Best Lines".
Em 2017, a Billboard colocou "Teeth" na 6ª posição de sua lista de 100 melhores deep cuts da música pop do século XXI, e escreveu: "o que faz 'Teeth' tão memorável não é sua carnalidade implícita... mas a agressividade que ferve em espreita, não tão longe da superfície da faixa".

## Performances ao vivo e uso da canção

Lady Gaga performando "Teeth" em sua segunda turnê, The Monster Ball Tour, em 2010.

Gaga performou "Teeth" durante a Monster Ball Tour (2009-2011). O Riverfront Times disse que sua performance da canção em janeiro de 2010 em St. Louis foi "fantástica" e a descreveu como "um feroz desfile num estilo Broadway, cheio de vampiros, vigor e dança coreografada, que lembra Chicago". Gaga performou uma "versão raivosa" da canção no Radio City Music Hall alguns dias antes; ela "se arqueou numa posição animalesca, cercada por uma matilha de dançarinos com visual predatório" enquanto imagens de um lobo "feroz" foram exibidas. Ela pegou na sua virilha e "rosnou", mostrando os dentes, para enfatizar a letra da canção; Dan Aquilante do New York Post disse que essas ações "não pareceram tão inapropriadas".
Gaga performou uma "versão de concerto" da música no Lollapalooza em Agosto de 2010, durante a qual um solo de guitarra foi tocado entre cada repetição da linha "Show me your teeth!". Durante algumas performances da canção, ela disse à platéia que nunca faz lip sync. Em sua avaliação da performance de Gaga em Montreal em abril de 2011, Mike Lepage disse que o lembrete foi desnecessário, escrevendo o seguinte: "Que idiota iria acusar essa força enérgica disso? Pelo contrário, você não consegue calar a Gaga, e ela tem ambos talento e orgulho para dar de tudo ao vivo." Em 2017, Gaga performou a canção na sua setlist do Coachella em 2017.
Em 2011, o Discovery Channel usou "Teeth" para promover a programação de sua "Shark Week". A Target vendeu uma escova de dentes cantante que tocava excertos de dois minutos de "Born This Way" e "Teeth".

## Créditos e equipe
- Lady Gaga – vocais, composição, produção, vocais de apoio
- Pete Wyoming Bender – composição
- Teddy Riley – produção, composição
- Taja Riley – composição
- Dave Russell – gravação no Record Plant, Los Angeles, California, mixagem de áudio no Mason Sound, North Hollywood, California
- Mike Daley – assistente de gravação

Créditos adaptados do encarte do The Fame Monster.

## Desempenho nas tabelas musicais
| Tabela musical (2011)                | Posição de pico |
| ------------------------------------ | --------------- |
| UK Singles (Official Charts Company) | 107             |